# (3563) Canterbury
(3563) Canterbury est un astéroïde de la ceinture principale.

## Description
(3563) Canterbury est un astéroïde de la ceinture principale. Il fut découvert le 23 mars 1985 à Lac Tekapo par Alan C. Gilmore et Pamela M. Kilmartin. Il présente une orbite caractérisée par un demi-grand axe de 2,79 UA, une excentricité de 0,18 et une inclinaison de 7,0° par rapport à l'écliptique.

## Compléments